# Hino, Tokyo
Hino (japanska: 日野市?, Hino-shi) är en stad i västra delen av Tokyo prefektur i Japan. Staden fick stadsrättigheter 1963.